# Chivé
Chivé es una localidad del norte de Bolivia, ubicada en el municipio de Filadelfia de la provincia de Manuripi en el departamento de Pando. En cuanto a distancia, Chivé se encuentra a 154 km de Porvenir, a 187 km de Cobija, la capital departamental, y a 249 km de Ixiamas. La localidad forma parte de la Ruta 16.  
Según el último censo de 2012 realizado por el Instituto Nacional de Estadística de Bolivia (INE), la localidad cuenta con una población de 463 habitantes y está situada a 180 metros sobre el nivel del mar.

## Demografía
La población de la localidad se mantuvo relativamente estable entre 1992 y 2001, pero desde entonces ha aumentado en más de la mitad:
| Año  | Población | Fuente                  |
| ---- | --------- | ----------------------- |
| 1992 | 329       | Censo boliviano de 1992 |
| 2001 | 313       | Censo boliviano de 2001 |
| 2012 | 463       | Censo boliviano de 2012 |

## Transporte
Chivé se encuentra a 187 km por carretera al sur de Cobija, la capital del departamento de Pando.
Desde Cobija, la ruta troncal pavimentada Ruta 13 conduce hacia el sur hasta Porvenir y desde allí hacia el este hacia Guayaramerín y Riberalta. La ciudad de Porvenir es el término norte de la Ruta 16 de 1.036 km, desde donde cruza el río Manuripi después de 82 km en San Silvestre y llega hasta Chivé después de otros 72 km. Una vez completada su construcción, la Ruta 16 continuará hacia el sur desde aquí a través de Ixiamas a Apolo y luego a Charazani y Huarina.